# Talal-Abu-Ghazaleh-Organisation
Die Talal-Abu-Ghazaleh-Organisation (TAGOrg; arabisch مجموعة طلال أبو غزالة, DMG Maǧmūʿat Ṭalāl Abū Ġazāla) ist die größte arabische Unternehmensgruppe für Dienstleistungen in den Bereichen Buchhaltung, Managementberatung, Training, geistiges Eigentum, juristische Dienstleistungen, Informationstechnologie, Aufbau von Kapazitäten, Kreditinformationen und Übersetzung von Gesetzestexten. Die Gruppe betreibt etwa 80 Büros weltweit.

## Geschichte
1972 wurde TAGorg als Talal Abu-Ghazaleh & Co. (TAGCO) in Kuwait durch Talal Abu-Ghazaleh begründet.
1974 trat Talal Abu Ghazaleh und Co. in eine Assoziierung mit Price Waterhouse ein. Die gemeinsame Firma wird als Price Waterhouse Abu Ghazaleh bekannt.
1979 wurde das Joint-Venture mit Price Waterhouse beendet.
1983 wurde die arabische Gesellschaft für Certified Accountants (ASCA) in London, England eingerichtet.
1985 wurde Talal Abu-Ghazaleh die französischen Auszeichnung Chevalier en la Legion d'Honneur in Paris im Élysée-Palast verliehen, und die erste arabische Internationale Konferenz über Buchhaltung wurde in Tunesien abgehalten.
1987 wurde die Arabische Gesellschaft für geistiges Eigentum (ASPIP) gegründet, die später unter der Bezeichnung Arabische Gesellschaft für geistiges Eigentum (ASIP) firmiert.
1989 wurde die arabische Gesellschaft des Managements gebildet, die später zur Gesellschaft des arabischen Wissens und Managements (AKMS) umbenannt wurde.
1997 wurde die Arabische Lizenzierung und Technologietransfer Society (ALTTS) gegründet.
Im Jahr 2001 vereinbarte TAGI mit der WTO den Start einer arabischen WTO-Webseite. Im gleichen Jahr wurde eine Vereinbarung zwischen TAGI und Universität Cambridge (CIE) unterzeichnet.
2004 gab AGIP das Wörterbuch des geistigen Eigentums heraus, die AGIPs Presseagentur wurde gegründet und das ACPA-Zertifikat wurde von der Universität Cambridge anerkannt.
2005 bildete das Unternehmen eine weltweite strategische Partnerschaft mit TAGorg.
2006 wurde die Talal-Abu-Ghazaleh-Wirtschaftshochschule (en: Talal Abu-Ghazaleh College of Business (TAGCB)) als Teil der deutsch-jordanischen Hochschule eröffnet.